# 高速液体クロマトグラフィー

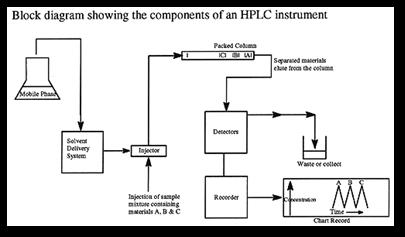
高速液体クロマトグラフィー

高速液体クロマトグラフィー（こうそくえきたいクロマトグラフィー、英: high performance liquid chromatography、略称: HPLC）はカラムクロマトグラフィーの一種である。移動相として高圧に加圧した液体を用いることが特徴である。

## 概要
機械的に高い圧力をかけることによって移動相溶媒を高流速でカラムに通し、これにより分析物が固定相に留まる時間を短くして分離能・検出感度を高くすることを特徴とする。
現在では分析物の注入から検出・定量までを一体化して自動的に行えるようにした装置を用いて、再現性の高い分析が比較的簡便に行える。分析化学や生化学で頻繁に用いられ、俗に「液クロ」（液体クロマトグラフィーの略）といえばこれを指すことが多い。
高速液体クロマトグラフィーにおいては各物質は比較的鋭いピークとして検出され、分離（他の物質のピークと明確に分けられる）および検出（鋭いピークにより高い感度が得られる）の能力が従来の液体クロマトグラフィーより良くなる。
移動相としては、カラムや装置に悪影響を与えない範囲で各種の溶媒が使用される。水や塩類の水溶液、アルコール類、アセトニトリル、ジクロロメタン、トリフルオロ酢酸などが用いられる。相溶性のある（互いに混じり合う）溶媒を混合して使用する場合が多い。
溶媒の組成に勾配を付けて（すなわち組成を連続的に変えて）溶出を行うことも多い。たとえば後述の逆相クロマトグラフィーにおいて水/メタノール勾配を使う場合、まずメタノールの少ない条件で極性の高い物質が溶出し、その後メタノールの割合を増加させてゆくに従ってより極性の低い物質が順次溶出する。これをグラジェント分析と呼ぶ。これに対し、一定組成の溶媒で分析物を溶出させる分析法をアイソクラテック分析と呼ぶ。
測定時間は測定物質および測定パラメータによって大きく変動するが、一般的には数分から数十分/回程度である。

## 機器構成

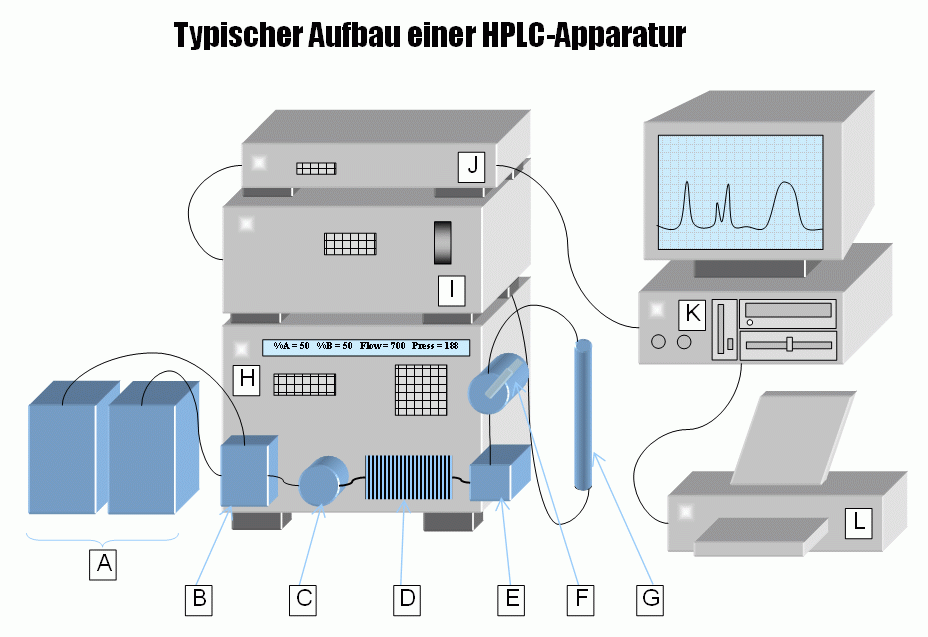
高速液体クロマトグラフィーの構成
- A:溶媒
- B:2溶媒切り替えバルブ
- C:ポンプ
- D:圧力ダンパー
- E:ミキサー
- F:レオダイン-マニュアルインジェクター
- G:カラム
- H:HPLCコントローラー
- I:検出器（紫外吸光度計等）
- J:検出データA/D変換装置（データ出力装置）
- K:PC（データロガー・データ解析装置として使用）
- L:プリンター

- A:溶媒
- B:2溶媒切り替えバルブ
- C:ポンプ
- D:圧力ダンパー
- E:ミキサー
- F:レオダイン-マニュアルインジェクター
- G:カラム
- H:HPLCコントローラー
- I:検出器（紫外吸光度計等）
- J:検出データA/D変換装置（データ出力装置）
- K:PC（データロガー・データ解析装置として使用）
- L:プリンター

## ポンプ
HPLCの心臓部とも言える機器。極めて安定した送液が出来る構造となっている。ポンプの前には、オンラインの脱気装置（デガッサー、degasser）が付いている場合が多い。また、プランジャーの前後にはチェックバルブが取り付けられており、移動相の逆流を防ぐ構造になっている。
ポンプの最大使用圧力は40 MPa程度であるが、2000年代後半には100 MPa程度での高圧送液が可能な超高速液体クロマトグラフィー(Ultra High Performance Liquid Chromatography, UHPLC)と呼ばれるシステムが登場し、シリカゲルの微粒子化と相まって、より高速・高分離能での分析が可能となった。なおUHPLCは、メーカーによって、UPLC (Waters)、UFLC（島津）などと称されている。

### 構造による分類
シングルプランジャーポンプ
ポンプの押し出す部分が一つのポンプ。古典的システムにおいては標準的な仕様であったが、現在は移動相脈動を軽減させるためやグラジェント分析が主流となりつつあるため、主たる移動相の送液のために用いられることは少なく、蛍光検出器のための標識試薬を送液するために用いられることが多い。但し、高い精度を要求しない分析ではこの仕様で十分事足りる、機器の価格が安い、メンテナンスが容易等の利点もあるため現在でも使用されている。
ダブルプランジャーポンプ
ポンプの押し出す部分が二つのポンプ。現在はこの方式が主流となっている。さらにダブルプランジャー方式は並流と直流の2種類が有る。

### 溶媒混合方式による分類
アイソクラテックポンプ
1種類の溶媒のみを送液するポンプ。安価であるが、溶媒混合比が変えられないためグラジェント分析が出来ず、分析の幅がせまい。
高圧グラジェントポンプ
2台以上のアイソクラテックポンプを繋ぎ、それぞれの流量をコントロールして溶媒混合比を変化させることによりグラジェント分析を行う。溶媒の種類ごとにポンプを用意する必要があるため、高価である。
低圧グラジェントポンプ
ポンプは1台であるが、ポンプの前に付いているバルブの切り替えによって溶媒混合比を変化させ（一般的に4種類の溶媒を混合して）グラジェント分析を行う。ポンプにより圧力がかかる前に溶媒を混合するため、こう呼ばれている。高圧グラジェントポンプに比べて安価ではあるが、溶媒の混合が甘い、気泡が発生しやすいなどの短所がある。

### 流量による分類
ナノ/マイクロフローポンプ
極微量の試料の分析に適した流量（nLまたはμLオーダー）での送液を行う。通常は内径1 mm以下のキャピラリカラムを接続して使用する。
分析ポンプ
通常の分析に適した流量（0.1 - 10 mL程度）での送液を行う。内径1 - 10 mm程度の分析カラムを接続して使用する。
分取ポンプ
物質の分離精製の目的に適した流量（10 mL以上）の送液を行う。大型カラムを接続して使用する。この種のポンプは分析用と比べ耐圧が低い場合が多い。

## インジェクター
試料を注入する部分で、手動式（マニュアルインジェクター）と自動式（オートインジェクター）がある。

### マニュアルインジェクター
現在市販されているマニュアルインジェクターはほとんどがレオダイン社の製品であり、「レオダイン」がマニュアルインジェクターの代名詞となっている。仕組みは、2種類の流路を切り替えるという極めて単純な物である。
1. ノブをロード側にし、マイクロシリンジでサンプルループ内に試料を入れる。サンプル注入量の計量には、人の手によりシリンジで計量する方法と、サンプルループからあふれる量を注入してサンプルループにより計量する方法の2通りがある。後者の方が人による熟練度の差がないため、再現性がよい。
2. ノブをインジェクト側に切り替え、サンプルを流路に注入する。マニュアルインジェクターに電気信号を出力する機能が付いていれば、この時にインジェクション信号を検出器またはインテグレーターに送ることが出来る。

### オートインジェクター
大部分のメーカーがレオダインのマニュアルインジェクターを装置に内蔵しており、サンプルをシリンジで計量し、これを切り替えて流路に注入している。メーカーによりサンプルのハンドリング方法に工夫がされており、使用する目的に応じて選択できる。大量（数十から1000以上）のサンプルの連続分析ができるように、サンプルはウェルプレートや複数本のバイアルに入れて装置内にセットするようになっている。サンプルを保冷・保温する機能がついているものもある。

## カラム
混合物で構成される試料を分離する。一般にステンレス製の筒の中に、微細な真球状の多孔質シリカゲルをアルキル基等で修飾した物を充填して用いる。分取目的であれば、粉砕シリカゲルも用いられる。
シリカゲルの粒子径が小さければ小さいほどピークの分離性は良くなるが、送液に必要なポンプの圧力が高くなる。そのため、ポンプ－インジェクター間、インジェクター－カラム間の配管の耐圧を上げたり、カラム自体を比較的高温の下にさらして溶媒の粘度を下げ、抵抗を小さくする工夫をしている。
各種の高速液体クロマトグラフィーの項目にある違いは、カラムの違いである事が多いため、装置はそのままでカラムの変更で行える場合が有る。ただし、誤って不適当な溶媒を通すとカラムを破損することがあるため、切り替えを行う際には注意が必要である。

### カラムオーブン
内部にカラムを収納して加熱あるいは冷却を行い、カラムの温度を制御する装置。カラムヒーターとも称する。
カラム周辺の温度の変動によって溶出時間が安定せず再現性が悪くなる場合があるため、カラム温度を一定に保つために使用する。またカラム温度を分離条件のパラメーターの一つとして積極的に利用する場合もある。
加温することが多かったため「オーブン、ヒーター」と称されるが、現在では周辺気温より低温にするための冷却機能が付いている装置も多い。また、周辺気温付近で使用する場合にも冷却機能は一定の効果がある。

## ディテクター
ディテクター（検出器）としては目的とする物質の性質に応じて光学的性質（吸光度、屈折率、蛍光等）、電気化学的性質、質量分析法などを利用する装置がある。
なお、JIS K0124:2002 高速液体クロマトグラフィー通則によると、吸光光度検出器（UV/VIS検出器）、蛍光検出器 (FLD)、示差屈折率検出器 (RID)、電気化学検出器(ECD)、電気伝導度検出器(CD)、質量分析計(MS)、赤外分光光度計(IR)、旋光度検出器(OR)、円二色性検出器(CD)、水素炎イオン化検出器(FID)、放射線検出器(RI)、誘電率検出器、化学発光検出器(生物発光も含む)(CLD)、原子吸光分光分析装置(AA)、誘導結合プラズマ発光分光分析装置(ICP-AES)、高周波プラズマ質量分析計、熱検出器、光錯乱検出器、粘度検出器、イオン電極、超音波検出器、核磁気共鳴装置(NMR)が記載されている。

### 光学的性質を用いるもの
吸光度検出器 (Absorbance Detector)
物質の持つ特定波長の光を吸収する性質を利用した検出器。次のようなものが存在している。
- 紫外吸光度検出器 (Ultra-Violet Absorbance Detector)：紫外線域の光を使用する。最も一般的に使用される。
- 可視吸光度検出器 (Visible Light Absorbance Detector)：可視光を使用する。

上記2つは、一体型の物が多い。
- ダイオードアレイ検出器 (Diode Array Detector)：幅広い波長を同時に検出できる。結果は、時間、吸光度、波長の三次元で表示することも可能。

旋光度検出器(Optical Rotatory Detector)
旋光または、光学活性を持った物質の検出に使用される。
円二色性検出器 (Circular Dichroism Detector)
偏光特性を利用したもので、光学異性体の検出に使用される。
蛍光検出器 (Fluorescence Detector)
物質にエネルギーを与える（励起）ことにより発光する（蛍光）性質を利用した検出器。一般に選択性が高く高感度で、物質に特異的な検出が可能。蛍光する性質を持たない物質については、その物質を標識することにより検出が可能になる。
屈折率検出器 (Refractive Index Detector)
物質の濃度により光の通過する角度が変わることを利用した検出器。原理上グラジェント分析はできない（グラジェントによって移動相自体の屈折率が変化するため）。また、感度が低いのが欠点だが、大部分の物質に対して使用できる。
蒸発光散乱検出器 (Evaporative Light Scattering Detector)
カラム溶出液を噴霧して移動相を蒸発除去後、溶質に光を当ててその散乱光を検出する方法である、不揮発性の成分は何でも検出できる一方、揮発性の高い物質には使用出来ない。以前は感度や操作性の点で難度があり普及しなかったものの、最近では医薬分野におけるニーズ(不純物の確認)の高まりから性能も向上し、検出器として見直されてきた。グラジェント溶出法が適用できるので、糖類の検出では、示差屈折率検出器と比べ5 - 10倍S/N比が高くなり、特に分配法によるオリゴ糖分析に効果を発揮する。

### 電気化学的性質を用いるもの
主にイオン性物質の定量に威力を発揮する。
電気化学検出器 (Electro-Chemical Detector)
物質の電気化学的な性質を利用した検出器。pHの変動や酸化還元電位の変動を用いて測定を行う。
導電率検出器 (Conductivity Detector)
物質の持つ電気の流れやすさを検出する検出器。

### 質量分析法を用いるもの
詳しくは質量分析法の項目にゆだね、ここではLC-MSで使用される代表的なイオン化法と検出部を列挙するにとどめる。
- イオン化法
  - エレクトロスプレーイオン化法 (Electro-Spray Ionization, ESI)
  - 大気圧化学イオン化法 (Atomospheric-Pressure-Chemical Ionization, APCI)
  - 直結して使用することはできないが、マトリックス支援レーザー脱離イオン化法 (Matrix Assisted Laser Desorption Ionization, MALDI) も使用できる。
- 検出部
  - 四重極型 (Quadrupole, Q)
  - イオントラップ型 (Ion-Trap, IT)
  - 飛行時間型 (Time-of-Flight, TOF)
  - MS/MSとして上記の物の組み合わせたもの(QqQ、IT-TOF、Q-TOF等)がある。なお、ITは、シングルでもMSn分析が可能。

### その他
放射線検出器
放射性同位体で標識されたサンプルを測定する。
コロナ荷電化粒子検出器 (Corona Charged Aerosol Detector, CoronaCAD)
蒸発光散乱検出器(ELSD)と同様にカラム溶出液から移動相を蒸発除去後、イオン化した窒素原子を衝突させて溶質粒子をプラスに帯電させ、コレクター（導電性の膜フィルター）で帯電粒子を検出する方式。ELSDと同じ分析条件が使用可能であり、ELSDよりも高感度であるとされている。米国ESA Biosciences社によって開発され現在はThermoFisher社が販売している。

## インテグレーター
ディテクターから出力された、電気信号を記録し、そこからピークを検出、解釈を行う。結果は、感熱紙等に印字される。装置のコントロールをしないのであれば、どのメーカーの物を使用しても問題はないが、通常は、装置のコントロールも同時に行うため、同じメーカーの物を選択する。
現在では、インテグレーターとしてWindows PCを用いることが多い。このPCベースのインテグレーターの中には、メーカーが異なる装置をコントロールできる物も存在する。利点として、複数のソフトウェアの使い方を覚える必要が無いため、教育コストが下がるという点が大きい。
組み込みOSを用いて専用設計されているインテグレーター機器もある。

## 各種の高速液体クロマトグラフィー

### 順相クロマトグラフィー
順相クロマトグラフィーは高速液体クロマトグラフィーにおいて最初に使われた。固定相に高極性のもの（シリカゲル）を、移動相に低極性のもの（例えばヘキサン、酢酸エチル、クロロホルムなどの有機溶媒）を用いる。分析物はより極性の高いほどより強く固定相と相互作用して溶出が遅くなる。また極性の高い物質の割合が多い移動相ほど溶出が早くなる。順相タイプは近年の逆相タイプの発展とともに使われることが少なくなったが、順相タイプは逆相タイプをはじめとする他の分離モードとは異なった特性を持つため、目的によっては非常に有効なものとなる。例えば、逆相タイプでは分離が困難なトコフェロールの異性体や保持の困難な糖類を容易に相互分析することができ、また主に水を含まない移動相を用いるので、水に難溶の脂溶性ビタミンや加水分解されやすい酸無水物などの化合物の分離に好適である。
また、順相クロマトグラフィーのバリエーションとして、「親水性相互作用クロマトグラフィー(Hydrophilic interaction chromatography, HILIC)」と称する分離モードのカラムが市販されるようになった。固定相に未修飾シリカゲルあるいは表面を極性基（ジオール、アミド、スルホベタインなど）で修飾したシリカゲルを、移動相に水を含む移動相を用いることにより、順相クロマトグラフィーでは分離が困難なアミノ酸などの極性化合物を分離することが可能である。
最近では、従来の順相モードを水、メタノール、アセトニトリルなどの高極性移動相を用いて行える水性順相クロマトグラフィー(Aqueous Normal Phase Chromatography, ANP)も使われている。このモードはHILICと混同されがちだが、HILICは固定相表面に形成される水層での分配を保持機構とし、ANPは「シリカハイドライド」をベースとした特殊な充填剤への表面吸着に依存する為、同一ではない。

### 逆相クロマトグラフィー
前述した従来の順相タイプに対して、逆相クロマトグラフィーにおいては固定相に低極性のもの（例えばシリカゲルにアルキル基を共有結合させたもの）を、移動相に高極性のもの（例えば水や塩類の水溶液、アルコール、アセトニトリルなどの有機溶媒）を用いる。また珍しいケースではあるが、分離のための移動相pHをシリカゲルの使用範囲から外れたところに設定する必要がある場合、あるいはシリカゲル表面に残っている未反応シラノール基が分離に悪影響を及ぼし、かつそれが移動相の変更によっても解決できない場合には、固定相として樹脂を用いることがある。分析物はより極性の低いほどより強く固定相と相互作用して溶出が遅くなる。また極性の低い物質の割合が多い移動相ほど溶出が早くなる。
なお、カラムはシリカゲルに炭素鎖数18のオクタデシル基を結合させた「オクタデシル・シリカ」すなわち「ODSカラム」が最も広範に用いられる。
逆相クロマトグラフィーは、従来から低分子量物質の分析に用いられていたが、最近では核酸や蛋白質分析にも用いられている。蛋白質を分析する場合には、細孔径の大きな化学結合型シリカゲルをカラム充填剤として用い、移動相条件としては通常pH2 - 3あるいは中性付近で、有機溶媒量を増加させていくグラジエント溶出法が用いられる。

### 分子ふるい（サイズ排除）クロマトグラフィー
分子ふるいクロマトグラフィー (Size Exclusion Chromatography, SEC)はゲルろ過クロマトグラフィー(Gel Filtration Chromatography, GFC)またはゲル浸透クロマトグラフィー(Gel Permeation Chromatography, GPC)とも呼ばれ、分析物をそのサイズにより分離する。サイズの小さい分析物ほど固定相であるゲルに「引っかかり」溶出が遅くなる。分子篩を用いて行う。

### イオン交換クロマトグラフィー
イオン交換クロマトグラフィーでは、無機イオンや高極性分子を電荷を利用して分離する。陽イオンタイプと陰イオンタイプの両方がある。イオン交換樹脂を利用する。

## HPLCカラムメーカー
高速液体クロマトグラフィーの装置において分離を行う場であり、消耗部品である。一般的には、微細な（数μm）真球状の多孔質シリカゲルをステンレス製の管に充填したものが多い。目的、分離手法に応じて様々なタイプのHPLCカラムが存在する。下記に代表的なカラムメーカー（五十音順）とブランド名を列記する。
- アジレント・テクノロジー: Zorbax
- インタクト: Unison, Cadenza, Scherzo, Presto, Intrada, DACAPO
- Waters: XSelect, XBridge, SunFire, Atlantis
- 化学物質評価研究機構: L-column
- 関東化学: Mightysil
- クロマニックテクノロジーズ: Sunniest, SunShell（コアシェルカラム）
- ジーエルサイエンス: InertSustain, Inertsil, MonoClad(モノリスカラム), MonoCap(モノリスキャピラリーカラム)
- シグマ アルドリッチ: Ascentis
- 大阪ソーダ: CAPCELL PAK
- 島津製作所: Shimpack
- 昭和電工: Shodex
- 信和化工: Ultron ES-OVM（光学異性体分離用）, HF-ODS（モノリスキャピラリーカラム)
- 住化分析センター: SUMICHIRAL（光学異性体分離用）
- ダイオネクス: Acclaim
- ダイセル: CHIRALCEL, CHIRALPAK（光学異性体分離用）
- 東京化成工業: Kaseisorb LC
- 東ソー: TSK-GEL
- ナカライテスク: COSMOSIL
- 野村化学: Develosil
- Phenomenex: Gemini, Jupiter, Luna, Onyx（モノリスカラム）
- メルク: Chromolith（モノリスカラム）, ZIC-HILIC
- ワイエムシィ: YMC-Pack, YMC-Triart, CHIRAL ART, BioPro IEX
- 和光純薬工業: Wakopak

## 装置・システムメーカー
システムとしてポンプ、インジェクター、ディテクターまでを一貫して製造しているメーカーを挙げる。
- 島津製作所：総合分析機器メーカー。
- アジレント・テクノロジー：総合分析機器メーカー。
- Waters：総合分析機器メーカー。
- 日立ハイテクノロジーズ：総合分析機器メーカー。
- サーモフィッシャー：総合分析機器メーカー
  - ダイオネクス：化学製品メーカー。イオンクロマトグラフが有名。高速液体クロマトグラフの販売、最近ではESA社を買収してCADを販売。2010年末に、サーモフィッシャーに買収された[9]。
- ジーエルサイエンス：クロマト関連製品メーカー。逆相C18などカラムや固相ミニカラムのメーカーとして有名だが、HPLCシステムや分取システムも製造している。
- 日本分光：分光計メーカー。
- 東ソー：化学製品メーカー。各種GPCシステム、イオンクロマトグラフを製造。汎用機は2009年9月製造終了[10]。
- ワイエムシィ：ラボスケールからプラントスケールまで、HPLC用充填剤、HPLC用カラム、分取システムのトータルソリューションを提供。
- 大阪ソーダ：化学製品メーカー。キャリーオーバーの少ないHPLCなど、ユニークなHPLCシステムも製造している。
- エイコム：総合分析機器メーカー。hplc-電気化学検出器およびマイクロダイアリシスのメーカー[11]。
- 日本分析工業株式会社：分析機器メーカー。リサイクル分取HPLCやキューリーポイントパイロライザーなどを製造・販売している。